# Spaniens flag
Spaniens officielle flag består af tre vandrette bjælker i farverne rød-gul-rød, hvor den midterste gule bjælke er dobbelt så bred som de røde bjælker. Det officielle flag kan også vise Spaniens rigsvåben anbragt på den gule bjælke.  Flaget uden rigsvåben benyttes på land og også som koffardiflag til søs.
Det nuværende officielle flag uden rigsvåben ses første gang anvendt til søs i 1785. Farverne er hentet fra Kastiliens våben med et gul slot på rød bund og Aragoniens våben med fire røde striber på gul bund. Flaget i sin nuværende form blev indført ved lov af 19. december 1981.

## Historiske flag
De første "spanske" flag var middelalderfaner og våbenskjolde, der repræsenterede de kongeriger, der i dag udgør Spanien. De er nu samlet i det spanske våbenskjold:
Aragoniens flag/fane har fire røde striber på en gylden baggrund. Der er mange teorier om, hvor det stammer fra, og hvornår det begyndte at blive brugt. Man mener, at det var Ramón Berenguer IV, der introducerede det i 1150, hvori de fire røde striber symboliserer de fire kongeriger, der udgør Kongeriget Aragonien (Katalonien, Aragonien, Valencia og De Baleariske Øer). Det er det ældste heraldiske symbol i verden sammen med Leóns løve. En legende siger, at våbenskjoldet stammer fra Wilfred den Behåredes (Barcelonas første selvstændige greve, ?-897) tid. Under et slag ved Generobringen blev Wilfred dødeligt såret, så han fik hentet et gyldent skjold for at bestemme, hvordan grevskabets våbenskjold skulle se ud. Han døde lige før, så Karl den Skaldede tog hans blodbesudlede hånd og malede fire røde striber med Wilfreds fingre på skjoldet.
Kastiliens flag/fane er et gyldent slot på rød baggrund. Slottet er sat i forbindelse med navnet Castilla (gamle Bardulia), som på oldkastiliansk betyder "Slottenes Land". Man ved ikke præcist, hvornår det blev brugt første gang. Mange mener, at det var, da Fernán González gjorde Kastilien til et selvstændigt grevskab i 931. Mange historikere mener derimod, at korset var det officielle flag. Historikere er enige om, at flaget blev officielt brugt under Alfonso VIII i 1212. Flaget blev sat sammen med Kongeriget Leóns flag i 1230, efter at disse to riger blev forenet under Fernando III den Helliges styre.
Leóns flag/fane er en kronet, violet løve på en hvid (nogle gange sølv) baggrund. León betyder løve på kastiliansk (Spaniens officielle sprog), så betydningen af løven på flaget siger jo sig selv. Der er uenighed om, hvorvidt løven repræsenterede kongens styrke eller kongeriget i sig selv. Leóns løve er det ældste symbol for et kongerige i Europa, endda før Danmarks tre løver (1190). Man har for første gang kendskab til dens eksistens i Leóns faner ved Alfonso VII, kejserens tid (1126-1157).
|}
Navarras flag/fane stammer ifølge traditionen fra Slaget ved Las Navas de Tolosa (1212), hvor kong Sancho VII (Richard Løvehjertes svoger) af Navarra efter kaliffen Muhammad an-Nasir's tilbagetogt nåede hen til kaliffens telt. I følge legenden tog hans mænd kamelernes kæder (med ædelsten, som man kan se på smaragden i midten i den nyere version) med hjem til Pamplona. Dér viste de dem frem på et hvidt klæde, som efter sigende var blevet rødt af maurisk blod, til minde om sejren. Nyere forskning viser, at det kommer fra Theodobalds segl, hvor kongen rider på en hest med et skjold, som viser jernforstærkninger på kors, på tværs og på randen af skjoldet. Efter dette er sagnet dukket op.
Granadas flag/fane er et granatæble på en hvid (nogle gange sølv) baggrund og blev for første gang brugt af Henrik IV af Kastilien i hans personlige våbenskjold under mottoet: At regere er sursødt. Senere hen ville det blive brugt af De Katolske Monarker (Henrik IV var Isabella I's bror) som Granadas nye våbenskjold og flag i modsætning til de gyldne mauriske ord i rød baggrund i det gamle flag.
Da Spanien blev forenet under De Katolske Monarker, blev Spaniens første officielle flag indført. Det blev brugt under De Katolske Monarkers styre og deres datter Juana I. Det bestod af Kastilien og Leóns flag øverst til venstre og nederst til højre på skjoldet og Aragoniens flag sammen med Begge Siciliers flag øverst til højre og nederst til venstre. Begge Siciliers blev indsat i flaget, eftersom Fernando krævede dette rige, som Spanien til sidst fik. Navarras flag er ikke med, eftersom dette rige ikke blev erobret før år 1512.
I 1506 kom et nyt flag for Burgund. Korset var Filip I's livgardes flag. Lidt efter lidt begyndte dette flag at blive brugt som Spaniens militære og koffardiflag. Under Karl I blev flaget officielt det Spanske Imperiums flag. 
Fra 1785 til 1927 førte Spanien et koffardiflag, som adskiller sig fra flaget, som vi kender det i dag. Flagdugen var da gul og havde to smalle røde striber et stykke fra øvre og nedre kant af flagdugen. Koffardiflaget i denne form blev indført ved dekret af 28. maj 1785 og blev først erstattet af flaget, vi kender i dag ved kongelig forordning af 14. juli 1927.
I tiden efter 1785 fungerede flaget med røde striber helt ud til yderkanterne og med datidens rigsvåben i den gule stribe som Spaniens orlogsflag. Fra 1843 til 1931 var dette også Spaniens statsflag på land og til søs. Flagene blev ændret i forbindelse med Spaniens overgang til republik i 1931, men genindført i modificeret form efter borgerkrigen og republikkens fald i 1936.
Under den anden spanske republik fra 1931 til 1939 blev den nedre, røde stribe erstattet af en stribe i lilla farve. Samtidig blev striberne gjort lige brede. Denne variant af flaget blev benyttet både som koffardiflag og, med tillæg af republikkens rigsvåben, som statsflag og orlogsflag. Disse flag blev afskaffet, da republikken led nederlag til nationalisterne i Den Spanske borgerkrig. Flaget bliver stadigvæk brugt af spanske republikanere, selvom der er uenighed mellem dem, om flagets benyttelse. De højreorienterede republikanere bruger ofte det samme flag, bare med den lilla farve i rødt ligesom den nuværende, men med den samme bredde og med det republikanske våbenskjold. Dette flag blev brugt under Den Første Spanske Republik.

## Orlogsgøs
Det spanske søværn benytter en forenklet form af rigsvåbnet som orlogsgøs. Her vises felterne for Kastilien, Leon, Aragonien og Navarra. Gøsen er kvadratisk.

## Kongeflag
Spaniens kongeflag er blåt og har det kongelige våben i midten. Våbnet er omgivet af det Det Gyldne Skinds orden.

## Andre flag
En serie særflag dannes ved tillæg af emblemer i flagets frie ende. Således bærer det spanske toldflag bogstavene HH med kroner over. Postflaget har bogstaverne CM. Ambulanceskibe har et hvidt malteserkors i midten. Lystfartøjer fører en stor, blå krone i den gule stribe.